# 라니 무케르지
라니 무케르지(힌디어: रानी मुखर्जी, 영어: Rani Mukerji, 1978년 3월 21일 ~ )는 인도의 배우이다. 필름페어상 여우주연상 2회(2004년, 2005년) 수상자이다.

## 출연 작품
- 노 원 킬드 제시카 (2011)
- 내 마음은 하디파 (2009)
- 럭 바이 찬스 (2009)
- 그 남자의 사랑법 (2008)
- 라가 추나리 메인 다그 (2007)
- 사와리야 (2007)
- 다 함께 춤을 (2007)
- 옴 샨티 옴 (2007)
- 바불 (2006)
- 네버 세이 굿바이 (2006)
- 파헬리 (2005)
- 라이징 - 발라드 오브 맹갈 팬디 (2005)
- 번티 아우어 바브리 (2005)
- 블랙 (2005)
- 청춘 (2004)
- 비르와 자라 (2004)
- 짤떼 짤떼 (2003)
- 내일은 오지 않을지도 몰라 (2003)
- 초리 초리 춥케 춥케 (2001)
- 까삐꾸씨 까삐깜 (2001)
- 헤이 람 (2000)
- 카레가 (2000)
- 굴람 (1998)
- 무슨 일인가 일어나고 있어 (1998)

## 같이 보기
- 인도 영화 배우 목록